# Yann Sundberg
Yann Sundberg (ur. 12 grudnia 1972 w Saint-Malo) – francuski aktor, scenarzysta i wokalista.
Był członkiem kilku zespołów rockowych jako wokal i gitarzysta. Początkowo pracował jako inżynier dźwięku na prezentacjach przedstawień. Autor, kompozytor, wykonawca, przychodzi do teatru z rockiem. Po pewnym czasie przebywania na League improwizacji, uczęszczał przez trzy lata na warsztaty w l’Atelier Blanche Salant (Actor’s Studio). Debiutował na scenie w sztuce Ladies Night, a następnie trafił do filmu. Został wokalistą grupy Decibel Circus, grającej mieszankę bluesa i rocka.

## Filmografia

### Filmy fabularne
- 2008: Transporter 3 jako Flag
- 2006: Resonnances

### Filmy TV
- 2008: Dziecko na pokładzie (Bébé à bord) jako Xavier
- 2006: Opération Rainbow Warrior jako Alain Mafart
- 2005: Olej nie większy (2013, la fin du pétrole)
- 2004: La société

### Seriale TV
- 2008: Policjanci (Flics) jako dowódca Constantine
- 2007: W kręgu tajemnicy (Mystère) jako François de Lestrade
- 2006: Navarro jako Fred
- 2005: Franck Keller jako Dominique Péraldi
- 2005: Komisarz Moulin (Commissaire Moulin) jako Thierry Terrano
- 2005: Alice Nevers (Le juge est une femme) jako Jean Sandri
- 2004: Franck Keller jako Dominique Péraldi
- 2003: Franck Keller jako Peraldi
- 2002: Aix mélodie jako Mathieu
- 2000: H